# Москстрёумен
Москстрёумен (норв. Moskstraumen), также известен как Мальстрём (норв. Malstrøm) — система приливных течений и водоворотов, одна из сильнейших в мире, которая образуется у Лофотенского архипелагa в норвежском графстве Нурланн между Норвежским морем и Вест-фьордом. Располагается между мысом Луфутодден (норв. Lofotodden) на острове Москенесёй (в муниципалитете Москенес) и островом Москен (в муниципалитете муниципалитете Верёй).

## Описание и механизм

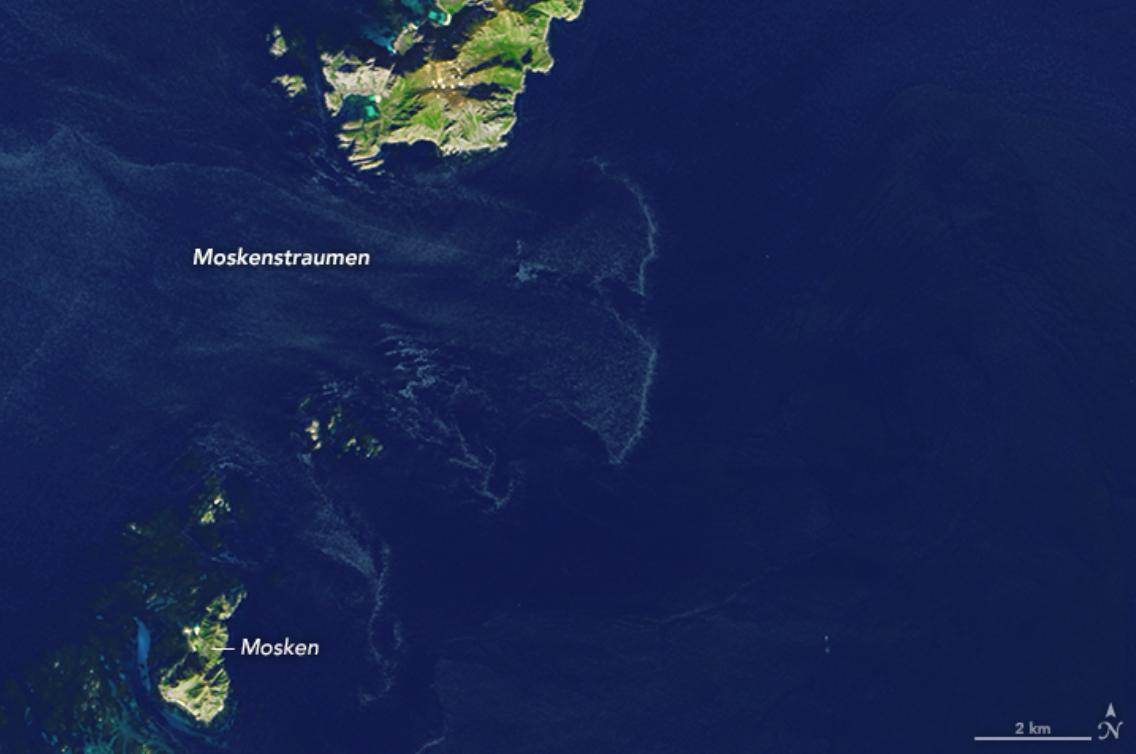
Водоворот Москстрёумен на снимке, сделанном НАСА со спутника вблизи Лофотенских островов. Серый и сине-серый цвета указывают на неспокойное море.

Москстрёумен образуется за счёт сильных приливных течений, проходящих между островами Москенесёй и Москен между Атлантическим океаном и глубоководным Вест-фьордом.

Герб муниципалитета Москенёс, созданный в 1986 году, представляет собой стилизованный вид Москстрёумена.

Течение имеет ширину около 8 км. Размеры возникающих водоворотов — до 40-50 м. С Москенесёя проводятся туристические поездки на Москстрёумен.
Москстрёумен образуется в результате сочетания нескольких факторов, включая приливы, сильные местные ветры, положение Лофотенских островов и подводный рельеф. Амплитуда приливов составляет около четырёх метров. Приливы сочетаются с северными течениями Норвежского моря и штормовым течением, что приводит к образованию значительного потока, скорость которого, по сообщениям, варьируется между источниками примерно от 11 до 20 километров в час и выше. Этот поток возникает на значительных глубинах — около 500 метров. Затем переваливает через поднятие с глубинами около 20 метров (по другим источникам, 40-60 м, 45-75 м), образуя завихрения.

## Москстрёумен в искусстве

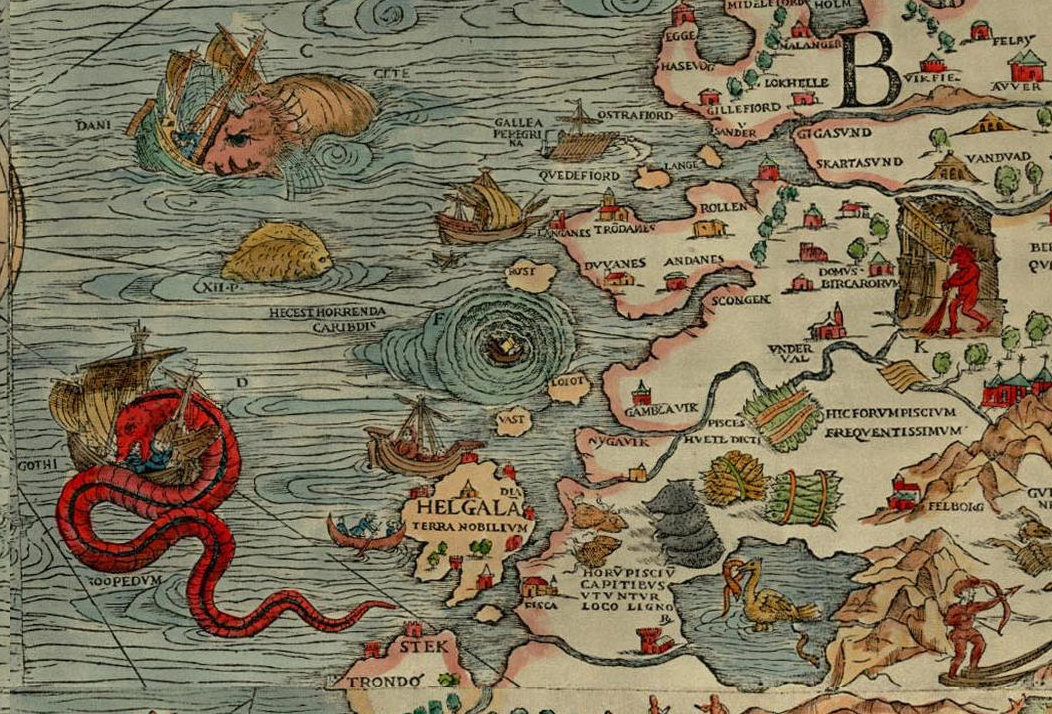
Норвежский водоворот, изображённый Олафом Магнусом на Портовой карте, 1539 год.

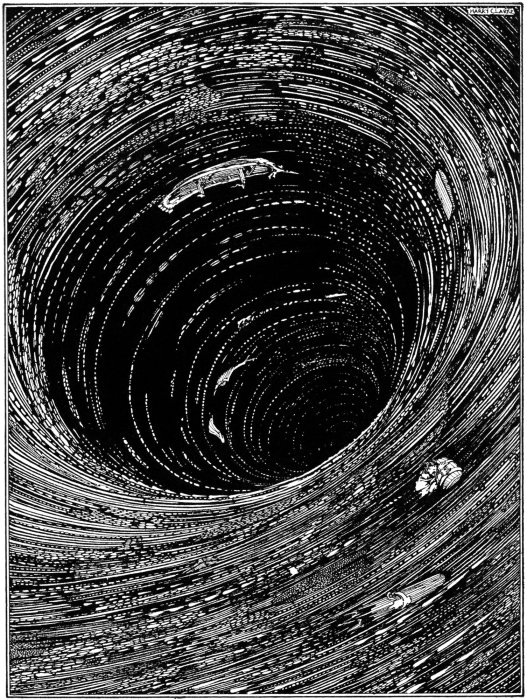
Иллюстрация к рассказу Эдгара Аллана По «Низвержение в Мальстрём» Гарри Кларка (1889—1931 гг.), опубликованному в 1919 году.

Москстрёумен был описан в XIII веке в древнескандинавской поэме «Эдда» и оставался привлекательной темой для художников и писателей, включая Эдгара Аллана По, Вальтера Мёрса и Жюля Верна. Шведский епископ Олаф Магнус включил Москстрёумен в свой подробный отчёт о северных странах и их карте «Carta Marina» (1539 г.). Он приписал водоворот божественным силам и упомянул, что он намного сильнее, чем известный ранее сицилийский водоворот Харибда. Большинство других авторов того времени полагали, что Москстрёумен играет важную роль в циркуляции океана, но, учитывая большое количество рассказов и отсутствие научных наблюдений, сильно переоценили масштабы и мощь этого явления. Москстрёумен послужил источником вдохновения для рассказа Эдгара По «Низвержение в Мальстрём» (1841 г.), в котором появился термин «мальстрём», означающий сильный водоворот. Москстрёумен также фигурирует в кульминационном моменте романа Жюля Верна «Двадцать тысяч льё под водой» 1870 года и упоминается капитаном Ахавом в романе Германа Мелвилла «Моби Дик» 1851 года. Вероятным источником информации о Москстрёумене для этих авторов было вымышленное описание Москстрёумена Йонасом Данильссоном Рамусом от 1715 года, которое было переведено на английский язык и частично включено в издание Британской энциклопедии 1823 года. Эдгар По цитирует Джонаса Рамуса и Британскую энциклопедию в своём рассказе. Москстрёумену посещают персонажи из романа «Вечная жизнь Смерти» Лю Цысиня.

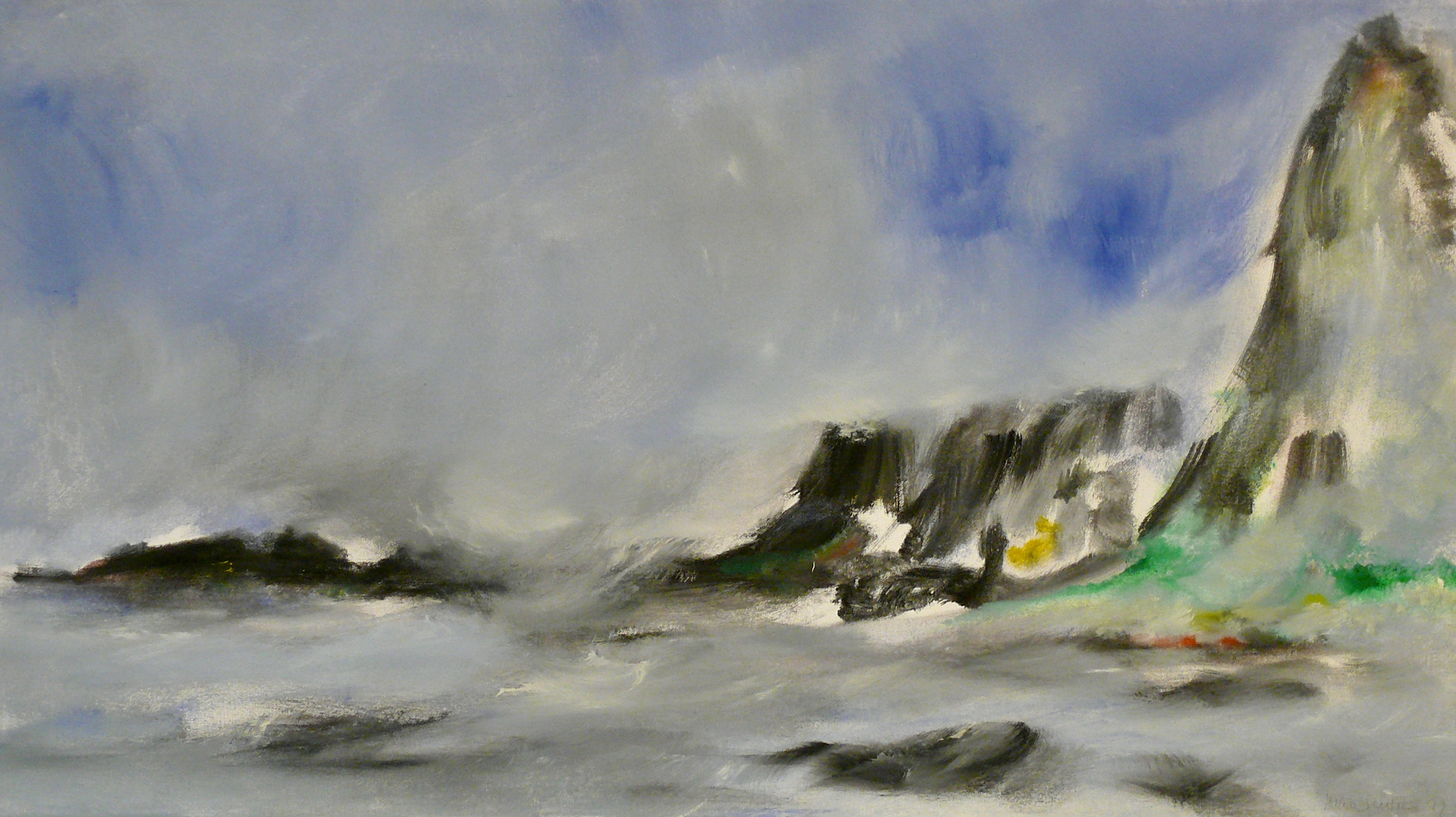
Москстрёумен I, картина маслом Инго Кюля

Одно из первых научных описаний Москстрёумена было представлено норвежским священником и поэтом Петтером Дассом в его поэме «Труба Нордланда» (опубликована в 1739 году). Там он чётко связал водоворот с приливами, отметив, что он был самым сильным в полнолуние и новолуние и самым слабым в первую и последнюю четверти Луны. Он также отметил, что, поскольку крупные фьорды Москенесёй должны быть заполнены и опорожнены в течение 6 часов, соответствующий поток воды должен создавать сильные течения. Связь Москстрёумена с приливами была дополнительно упомянута А. Шельдерупом в статье, которая была написана до 1751 г. и опубликована в 1824 году